# 귀스타브 코리올리
가스파르-귀스타브 코리올리(Gaspard-Gustave Coriolis, 1792년 5월 21일 ~ 1843년 9월 19일)는 프랑스의 수학자, 기계공학자, 과학자이다. 에콜 폴리테크니크를 졸업, 이 대학에서 해석기하학 · 일반역학을 강의하였다. 토목기술의 이론적 고찰에서 역학의 기초원리 및 그 응용면에 대하여 연구하였으며, 특히 1828년 회전 좌표계(回轉座標系)에서 나타나는 겉보기힘인 코리올리 효과를 도입했다. 1836년 과학아카데미 회원이 되었다.

## 같이 보기
- 코리올리 효과